# 新欣街道
新欣街道是中华人民共和国黑龙江省伊春市伊美区下辖的一个街道办事处。

## 行政区划
新欣街道下辖以下村级行政区划单位：
新欣社区和前进社区。